# Шомбург, Роберт Герман
Сэр Ро́берт Ге́рман Шо́мбург (нем. Robert Hermann Schomburgk; 5 июня 1804, Фрайбург, Саксония, Пруссия — 11 марта 1865, Шёнеберг, Берлин, там же) — немецкий исследователь на службе Великобритании; британский консул в Доминиканской Республике и Сиаме. Проводил географические, этнографические и ботанические изыскания в Южной Америке и Вест-Индии.

## Биография
Был старшим сыном протестантского священника, в семье которого было пятеро детей. С 14 лет обучался коммерции. В 1823 году, живя в Лейпциге у своего дяди Генри Шомбурга, изучал ботанику под руководством профессора Швийгрихере (нем. Schwiigrichere).

### Начало карьеры
Поначалу пытался заниматься коммерцией, и в 1826 году отправился в США, где некоторое время был наёмным служащим в торговых заведениях Бостона и Филадельфии.
В 1828 году ему предложили инспектировать перевозку саксонских овец в американский штат Вирджиния, и некоторое время он жил в этом штате. В том же году стал совладельцем табачной мануфактуры в Ричмонде. Но фабрика разорилась, и Шомбург потерял все вложенные средства. В дальнейшем потерпел ещё одну неудачу на вест-индском острове Сент-Томас, когда всё его имущество было уничтожено пожаром. В конце концов он оставил деятельность предпринимателя.

### Экспедиции на Виргинские острова и в Британскую Гвиану

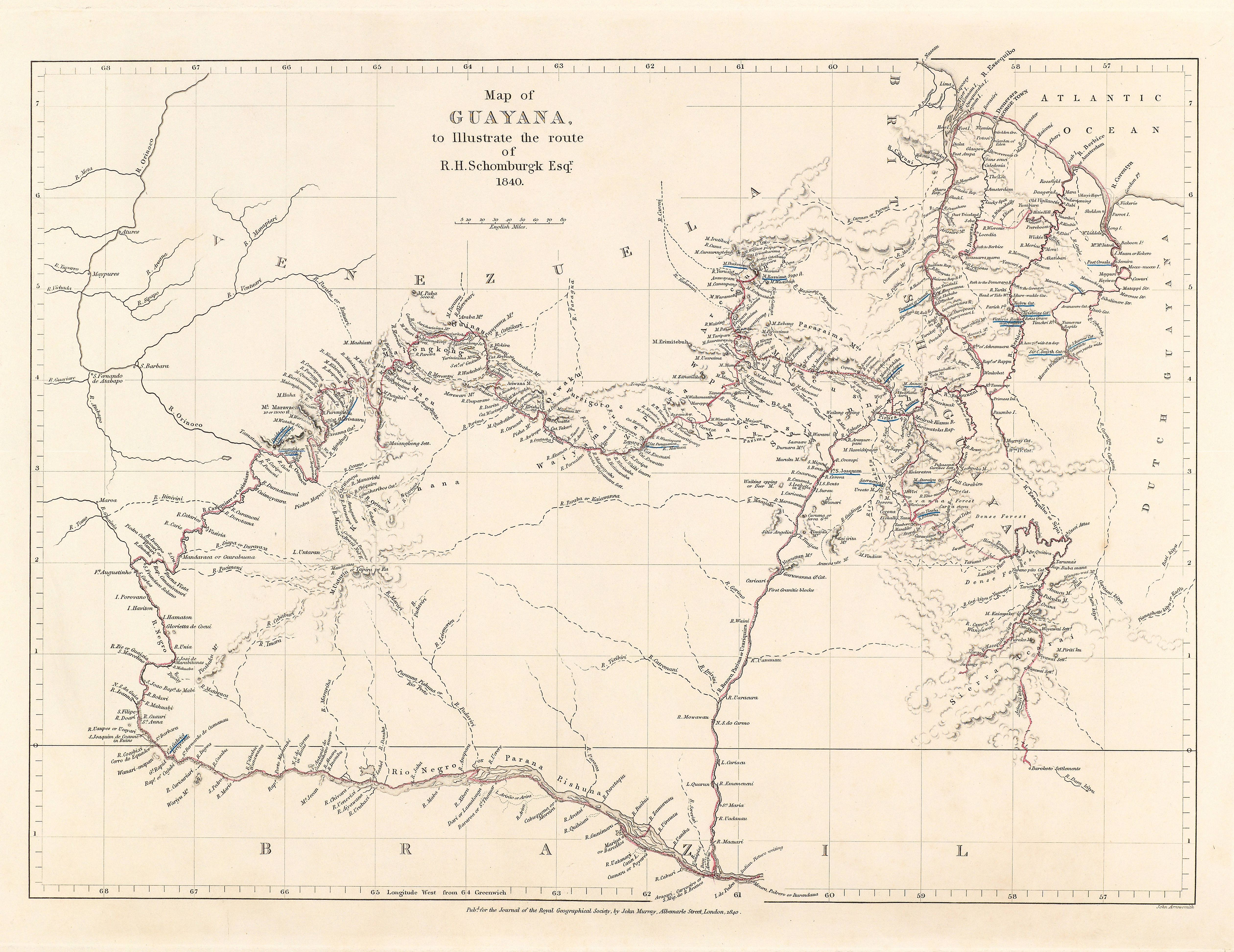
Маршрут экспедиции в Британскую Гвиану, 1835—1839 (карта Р. Г. Шомбурга, 1840)

В 1830 году отправился на Анега́ду, самый северный из островов Виргинского архипелага, печально известный тем, что многие корабли разбивались о его рифы, не отмеченные на картах. Весной 1831 года он стал очевидцем трёх кораблекрушений, которые произошли у берегов Анегады; особенно сильное впечатление на него произвело крушение испанской шхуны, в результате которого погибли 185 рабов, прикованных в затонувшем судне. Не обладая специальными познаниями, которые требовались для подобной работы, он обследовал остров на свои средства, тщательно закартировав рифы, окружающие остров, и местонахождение 53 затонувших судов. Он описал морские течения, климатические и ботанические особенности острова, указал характерные для местной фауны виды беспозвоночных, рыб и рептилий и отправил Королевскому географическому обществу Лондона доклад, произведший такое благоприятное впечатление, что в 1835 году ему было поручено провести экспедицию по исследованию Британской Гвианы.
Это задание он выполнил весьма успешно (1835—1839), случайно обнаружив гигантскую кувшинку (1837), описанную Джоном Линдли (1938) как Victoria regia Lindl. (в честь королевы Виктории). Кроме того, ему удалось найти множество новых видов орхидей, и в 1938 году Линдли назвал один из родов этого семейства в честь исследователя — шомбургия (лат. Schomburgkia).
В 1841 году он вернулся в Гвиану уже в качестве официального представителя британского правительства — для инспектирования этой колонии и установления её восточных и западных границ. В результате были намечены предварительные границы Британской Гвианы с Венесуэлой (на западе: «линия Шомбурга»), а также с нидерландской колонией Суринам (на востоке). Кроме того, он продолжил свои географические и этнографические исследования, совместно с младшим братом Рихардом. Роберт Шомбург неотступно настаивал на необходимости закрепления южных границ колонии — с Бразилией. К этому его побуждали неоднократные случаи, когда ему непосредственно приходилось наблюдать, как бразильские колонизаторы порабощают индейцев местных племён, которые по бо́льшей части исчезли. Изыскания Шомбурга были востребованы в начале XX столетия, в 1904 году, когда при посредничестве итальянского короля Виктора Эммануила III решался вопрос о разграничении территорий Британской Гвианы и Бразилии.

### Другие исследования и дипломатическая деятельность
В июне 1844 года братья прибыли в Лондон, где Роберт представил Географическому обществу доклад о своей поездке и за свои заслуги был возведён в рыцарское достоинство королевой Викторией (1845). Сэр Роберт Шомбург продолжил службу на других официальных должностях; в 1846 году он был направлен на Барбадос, где занимался сбором сведений для составления географического и статистического описания острова. Последнее было издано в Лондоне (1848) под заголовком «История Барбадоса» (англ. The History of Barbados).
В 1848 году его назначили британским консулом в Доминиканской Республике. В 1850 году он подписал выгодный для Великобритании торговый договор, а также обеспечил перемирие с правителем Гаити Сулуком в интересах доминиканского правительства. В последующие годы Шомбург писал содержательные статьи по физической географии острова Гаити для журнала Королевского географического общества. В 1857 году он был назначен генеральным консулом Британии в Сиаме (Бангкок) и продолжил свои географические изыскания на полуавтономной территории королевства Чиангмай (1859—1860).
В 1864 году, в связи с ухудшением состояния здоровья, он был вынужден оставить государственную службу. Умер 11 марта 1865 года в берлинском пригороде Шёнеберг.

## Вклад в науку
Р. Г. Шомбург проводил комплексные физико-географические, этнографические и ботанические исследования в Вест-Индии (острова Анегада, Барбадос, Гаити), Британской Гвиане, Юго-Восточной Азии (Чиангмай).
Его ботанические сборы включали виды растений, неизвестные науке. Он описал ряд ботанических таксонов (сопровождаются обозначением «R.H.Schomb.»). Является автором научных монографий и статей.

## Награды и признание
Сэр Роберт Г. Шомбург являлся кавалером орденов:
- Pour le Mérite (рус. «За заслуги»);
- Почётного легиона;
- Красного орла.

Он был доктором философии и членом ряда научных обществ Европы, Америки и Азии, в том числе:
- Королевского географического общества;
- Королевского энтомологического общества Лондона;
- Императорской академии «Леопольдина».

## Интересные факты
Сэр Р. Г. Шомбург был не только исследователем, автором научных публикаций и дипломатом, но также талантливым художником.

## Комментарии
1. ↑  По этой находке был описан новый род кувшинковых — Victoria Lindl., но видовое название в позднейшее время было сведено в синонимы Victoria amazonica  Poepp.
2. ↑  Полное название: «История Барбадоса; содержащая географическое и статистическое описание острова; краткое изложение исторических событий с начала его колонизации; а также отчёт о его геологии и природных богатствах. Написано сэром Робертом Г. Шомбургом, доктором философии, кавалером Королевского прусского Ордена Красного орла; Королевского саксонского ордена Заслуг; Королевского французского Ордена Почётного легиона; членом-корреспондентом Королевских географического, зоологического и энтомологического обществ Лондона; членом Императорской академии «Леопольдина» и почётным членом сельскохозяйственного общества Барбадоса и округа Сент-Филип» (англ. The History of Barbados; comprising a geographical and statistical description of the island; a scetch of the historical events since the settlement; and an account of its geology and natural productions. By Sir Robert H. Schomburgk, Ph.D, Knight of the Royal Prussian Order of the Red Eagle; of the Royal Saxon Order of Merit; of the Royal French Order of the Leghion of Honour. Corresponding Member of the Royal Geographical, the Zoological, and the Entomological Society of London; Member of the Imperial Academy Leop. Carol. Nat. Curios., & Honorary Member of the Barbados General and the St. Philip’s District Agricultural Society)[7].

### Научные труды Р. Г. Шомбурга
Монографии
- Schomburgk R. H. Voyage in Guiana and upon the Shores of the Orinoco during the Years 1835–’39 (англ.). — London, 1840. (Книга переведена на немецкий язык братом Р. Г. Шомбурга Отто под названием Reisen in Guiana und am Orinoco in den Jahren 1835-’39 (Leipzig, 1841) — с предисловием Александра фон Гумбольдта)
- Schomburgk R. H. Researches in Guiana, 1837-'39 (англ.). — 1840.
- Schomburgk R. H. A Description of British Guiana, Geographical and Statistical (англ.). — London, 1840.
- Schomburgk R. H. Views in the Interior of Guiana (англ.). — 1840.
- Schomburgk R. H. The Natural History of Fishes of Guiana. Part I (англ.). — Edinburgh: W. H. Lizars; S. Highley; W. Curvey, 1841. — (The Naturalist's Library, Ichthyology, vol.3).
- Schomburgk R. H. The History of Barbados (англ.). — London: Longman, Brown, Green and Longmans, 1848.
- Schomburgk R. H. The Discovery of the Empire of Guiana by Sir Walter Raleigh (англ.). — 1848.

Статьи
- Schomburgk R. H. Remarks on Anegada (англ.) // Journal of the Royal Geographical Society of London. — 1832. — Vol. 2. — P. 152—170. — JSTOR 1797761. Архивировано 24 марта 2016 года.
- Schomburgk R. H. Report of an Expedition into the Interior of British Guayana, in 1835-6 (англ.) // Journal of the Royal Geographical Society of London. — 1836. — Vol. 6. — P. 224—284. — JSTOR 1797566. Архивировано 2 марта 2013 года.
- Schomburgk R. H. XXXIII. On the Identity of three supposed Genera of Orchideous Epiphytes. In a Letter to A. B. Lambert. Esq., V.P.L.S. (англ.) // Transactions of the Linnean Society of London. — 1837. — Vol. 17. — P. 551—552. — doi:10.1111/j.1095-8339.1834.tb00045.x.
- Schomburgk R. H., Bentham G. Description of the Mora Tree (англ.) // Transactions of the Linnean Society of London. — 1839. — Vol. 18. — P. 207—211. — doi:10.1111/j.1095-8339.1838.tb00171.x. Архивировано 2 марта 2013 года.
- Schomburgk R. H. Journey from Fort San Joaquim, on the Rio Branco, to Roraima, and thence by the Rivers Parima and Merewari to Esmeralda, on the Orinoco, in 1838-9 (англ.) // Journal of the Royal Geographical Society of London. — 1840. — Vol. 10. — P. 191—247. — JSTOR 1797841. Архивировано 2 марта 2013 года.
- Schomburgk R. H. Some Account of the Curata, a Grass of the Tribe of Bambuseae, of the Culm of which the Indians of Guiana prepare their Sarbacans or Blowpipes (англ.) // Transactions of the Linnean Society of London. — 1841. — Vol. 18. — P. 557—562. — doi:10.1111/j.1095-8339.1838.tb00204.x. Архивировано 7 марта 2016 года.
- Schomburgk R. H. Description of a remarkable spike or bunch of Fruits of the Fig Banana (Musa sapientum), var. (англ.). — 1858. — Vol. 2. — P. 130—132. — doi:10.1111/j.1095-8312.1858.tb01009.x.